# Kostel svatého Jana Nepomuckého (Hluboká nad Vltavou)
Kostel svatého Jana Nepomuckého je novogotická stavba, která vznikla v polovině 19. století na místě starší svatyně.

## Historie
Stavební přípravy pod vedením knížecího stavitele Franze Beera byly zahájeny v roce 1844. Roku 1845 byl položen základní kámen, 2. září 1846 již došlo k zavěšení prvních zvonů pocházejících ze zámecké kaple, následujícího dne bylo poprvé zvoněno a 16. května 1847 kardinál Bedřich ze Schwarzenbergu kostel zasvětil patronovi Schwarzenbergů, Janu Nepomuckému. V 90. letech 20. století proběhla rekonstrukce stavby.

## Zvony
2. října 1846 nechal kníže Jan Adolf II. ze Schwarzenbergu sejmout zvon Josef z věže zámku a přesunout ho do věže kostela. Zvon sv. Josef z roku 1729 vážil 840 kg a nesl dva nápisy. Německý (v překladu): „Jiří Václav Kehler ulil mě v Budějovicích“ a latinský (v překladu): „Svatý Josefe, oroduj za nás / Adam František, kníže ze Schwarzenbergu a vévoda Krumlovský. Anno (roku) 1729“. V roce 1929, k příležitosti 200 let od jeho vzniku, jej doplnily další dva. Sv. Donát Frant. Xaver o hmotnosti 352,5 kg (nebo 335 kg) nesl tři nápisy. Německý (v překladu): „Vojtěch Arnold ulil mne v roce 1629“, latinský (v překladu): „Don Marradas Baltazar (pořídil jej) pán na Hluboké atd., cís. tajný rada a generál“ a latinský (v překladu): „Roku 1725, dne 13. července tento zvon posvěcen byl k úctě sv. Donáta, mučed. a sv. Frant. Xav. od Nejdůst. Pána Kandida Heydricha, Řádu Cisterc. Vyšebrodského opata i Influovaného preláta.“ Zvon praskl a roku 1893 byl přelit Antonínem Pernerem se zachováním starého nápisu a Marradasova znaku a doplněn knížecím znakem Schwarzenberským a latinským nápisem (v překladu): „Přelit nákladem Jasného Adolfa Josefa knížete ze Schwarzenbergu od Antonína Pernera 1893 v Budějovicích.“ Nejmenší zvon sv. Jan Nepomucký vážil 231,5 kg a pocházel z roku 1815. Rekvizice v roce 1916 přečkal pouze svatý Josef. V letech 1927–1929 probíhala sbírka na nové zvony, 12. května 1929 posvětil Msgre. Antonín Polánský, kanovník z Českých Budějovic, trojici zvonů z dílny R. Pernera. Vyšly na 28 322,45 Kč, oprava upevnění starého zvonu na 969 Kč. Zvon sv. Jan Nepomucký o hmotnosti 460 kg nesl nápis „Klesá do vod Nepomucký, neklesnuv jazykem.“, zvon sv. Maria o vážící 329 kg zdobil text „Zdrávas Maria; od moru, hladu a války chraň nás, Maria!“ a zvon sv. Václav s nápisem „Nedej zahynouti nám i budoucím! V jubilejním roce 1000leté smrti sv. knížete Václava 929–1929“ vážil 193,5 kg. V roce 2005 (kdy měl kostel jediný zvon), jako završení rekonstrukce kostela, byly umístěny tři nové zvony od firmy Rudolf Perner (Pasov): Jan Nepomucký, Vojtěch a Václav.

## Varhany
O zakázku na stavbu varhan v roce 1845 usilovaly dvě varhanářské firmy. Christoph Erler z Vídně a Hloušek a Vocelka z Prahy. Vybrán byl Hloušek a Vocelka za podmínky, že svůj návrh dvoumanuálových varhan se 14 rejstříky rozšíří ve druhém manuálu o 2′ Principal a 11/3′ Rauschquint. K realizaci v této podobě (níže) došlo v letech 1846–1847.
| I. manuál |             |      |
| 1.        | Principal   | 8′   |
| 2.        | Copula      | 8′   |
| 3.        | Viola       | 8′   |
| 4.        | Octava      | 4′   |
| 5.        | Hohlflote   | 4′   |
| 6.        | Quinta      | 2/3′ |
| 7.        | Superoctava | 2′   |
| 8.        | Mixtura 5×  | 1/3′ |

| II. manuál |             |      |
| 9.         | Flauta      | 8′   |
| 10.        | Salicional  | 8′   |
| 11.        | Traverso    | 4′   |
| 12.        | Principal   | 2′   |
| 13.        | Rauschquint | 1/3′ |

| Pedál |             |     |
| 14.   | Subbass     | 16′ |
| 15.   | Bordon Bass | 16′ |
| 16.   | Octavbas    | 8′  |

V roce 1858 provedl varhanář Franz Jüstel dvě dispoziční změny: Principal 2′ ve druhém manuálu nahradil 4′ a v pedálovém Bordon Bassu 16′ nahradil 12 spodních krytých píšťal otevřenými. Roku 1892 varhanář Emanuel Štěpán Petr nahradil v prvním manuálu Violu 8′ Gambou 8′, Mixturu 11/3′ snížil na 2′ a původní Salicional 8′ ve druhém manuálu nahradil novým. Původní prospektové píšťaly byly zrekvírované za první světové války, nové (zinkové) osadil českobudějovický varhanář František Šurát v roce 1929. V této podobě (níže, zásahy zvýrazněny kurzívou) varhany existují dodnes.
| I. manuál |             |      |
| 1.        | Principal   | 8′   |
| 2.        | Copula      | 8′   |
| 3.        | Gamba       | 8′   |
| 4.        | Octava      | 4′   |
| 5.        | Hohlflote   | 4′   |
| 6.        | Quinta      | 2/3′ |
| 7.        | Superoctava | 2′   |
| 8.        | Mixtura 5×  | 2′   |

| II. manuál |             |      |
| 9.         | Flauta      | 8′   |
| 10.        | Salicional  | 8′   |
| 11.        | Traverso    | 4′   |
| 12.        | Principal   | 4′   |
| 13.        | Rauschquint | 1/3′ |

| Pedál |             |     |
| 14.   | Subbass     | 16′ |
| 15.   | Bordon Bass | 16′ |
| 16.   | Octavbas    | 8′  |

Roku 2016 byla provedena oprava nástroje, po jejímž dokončení následoval 27. listopadu 2016 varhanní koncert Přemysla Kšici. Výtěžek byl využit k dofinancování opravy.